# 貝爾 YOH-4
貝爾 YOH-4（英語：Bell YOH-4)（原名YHO-4）是一款由貝爾直升機為美國陸軍輕型觀察直升機計劃(LOH)而開發的單引擎、單旋翼輕型偵查直升機。雖然YOH-4A在最初的LOH競賽中未獲成功，但貝爾爾後將其重新設計為貝爾206直升機，並立即在商業市場上獲得極大的成功。1967年，陸軍重新開始LOH競賽，基於206A設計的OH-58奇奧瓦偵察直升機被選中。

## 發展
1960年10月14日，美國海軍代表陸軍向25家飛機製造商徵集了LOH的需求方案說明書(RFP) 貝爾與其他12家製造商一起參與競爭，其中包括席勒飛機公司和休斯直升機公司。1961年1月，貝爾提交Design 250 (D-250)，最終編號為YHO-4。 1961年5月19日，貝爾和席勒被宣佈成為LOH的獲勝者。

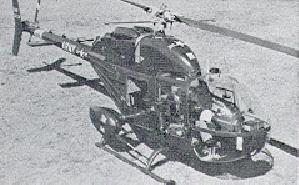
YOH-4A LOH

貝爾於1962年生產了五架D-250原型機，也就是Model 206。第一架原型機於1962年12月8日首飛。同年，所有飛機開始根據新的命名系統命名，因此原型機被重新命名為 YOH-4A。 在競爭方案裡，YOH-4A也被戲稱為“醜小鴨(Ugly Duckling)”。 在貝爾、休斯和費爾柴德-席勒的原型機試飛後，休斯的OH-6於1965年5月被選中。
軍事合約競標失敗後，貝爾試圖推銷206，但銷量不佳。根據貝爾的市場調查顯示，顧客大多認為其機身設計不好看。貝爾因此重新設計機身，最終推出更為時尚和美觀的貝爾 206A JetRanger。
目前有一架OH-4A（編號：62-4202）展示於位在阿拉巴馬州的魯克爾堡美國陸軍航空博物館

## 型號
- YHO-4

配備Allison T63-A-5渦輪軸發動機的貝爾206，用於美國陸軍的測試，共建造5架
- YOH-4A

重新編號後的YHO-4

## 外部連結
1. ↑  The Navy, which was assisting the Army in the selection phase, recommended the Hiller Model 1100, while the Army team preferred the Bell D-250, and then the 1100. The Selection Board accepted both aircraft for an evaluation test. Afterwards, the acting Army Chief of Staff directed the Selection Board to include the Hughes 369 in the fly-off competition.